# Дворецкий сельсовет (Брестская область)
Дворецкий сельсовет (белор. Дварэцкі сельсавет) — административная единица на территории Лунинецкого района Брестской области Беларуси. Площадь земель сельсовета составляет 4603 га. Административный центр — агрогородок Дворец.

## История
Образован 12 октября 1940 года в Лунинецком районе Пинской области. С 8 января 1954 года — в Брестской области. 16 июля 1954 года к сельсовету присоединена территория упразднённого Бродницкого сельсовета, 1 декабря 1975 года — территория упразднённого Любачинского сельсовета (деревни Озерница, Борки и Любачин). 11 августа 1980 года к сельсовету присоединена территория упразднённого Язвинского сельсовета (деревни Любожердье, Ракитно, Сосновка, Яжевки и Язвинки), в состав Вульковского сельсовета передана деревня Бродница.
22 января 2023 года упразднена деревня Уречье.

## Состав
Дворецкий сельсовет включает 16 населённых пунктов:
- Борки — деревня
- Вичин — деревня
- Дворец — агрогородок
- Дятлы — деревня
- Куповщина — деревня
- Лодино — деревня
- Любачин — агрогородок
- Любожердье — деревня
- Озерница — деревня
- Поле — деревня
- Ракитно — деревня
- Сосновка — деревня
- Средиборье — деревня
- Яворово — деревня
- Яжевки — деревня
- Язвинки — деревня

Упразднённые населённые пункты:
- Уречье — деревня

## Демография
В 2007 году на территории сельсовета проживало около 6720 человек в 2197 домохозяйствах.

## Социальная сфера
На территории сельсовета находятся 3 сельских Дома культуры, 2 сельских клуба, 6 библиотек, 3 сельских врачебных амбулатории, 3 фельдшерско-акушерских пункта, 2 детских яслей-сада, 5 бань, 3 средние и 2 базовые школы.

## Промышленность и сельское хозяйство
- ОАО «Дворецкий» (аг. Дворец)